# تایلر ماگلوار
تایلر ماگلوار (انگلیسی: Tyler Magloire؛ زادهٔ ۲۱ دسامبر ۱۹۹۸) بازیکن فوتبال است.
از باشگاه‌هایی که در آن بازی کرده‌است می‌توان به باشگاه فوتبال بلکبرن روورز اشاره کرد.